# Once in a LIVEtime
| Оценки критиков | Оценки критиков |
| Источник        | Оценка          |
| --------------- | --------------- |
| Allmusic        | [ 1 ]           |

Once in a LIVEtime — второй концертный альбом американской прогрессив-метал-группы Dream Theater, выпущенный в 1998 году на лейбле EastWest Records. Концерт был записан в Париже (Франция) в театре Батаклан и выпущен в виде 23 ауодиозаписей на двух CD-дисках.
В роли дизайнера обложки выступил Сторм Торгерсон. Он изобразил фотографию театра в Араузионе (г. Оранж, Франция) (вид сверху) наложенную на фото монаха, стоящего в долине.

## Песни
- Во время перехода из «Just Let Me Breathe» в «Voices» Джон Петруччи играет мотив из кинофильма «Звёздные войны».
- В конце «Take the Time» группа играет соло из «Freebird» группы Lynyrd Skynyrd и гитарный рифф из «Moby Dick» группы Led Zeppelin.
- Дерек Шеринян исполнил тему из композиции «Lines in the Sand» на фортепиано в своём соло.
- Концерт также включает в себя попурри из трёх композиций: «Scarred», «The Darkest of Winters[~ 1]» и «Ytse Jam» (с барабанным соло Майка Портного).
- Барабанное соло Майка Портного также содержит ударное вступление из «6:00».
- Перед началом «Trial of Tears» Джон Петруччи играет мотив из кинофильма «Близкие контакты третьей степени».
- Начало «Trial of Tears» содержит партии из композиций «Xanadu» и «The Trees» группы Rush.
- Композиция «Peruvian Skies» содержит партии из композиции «Have a Cigar» группы Pink Floyd и композиции «Enter Sandman» группы Metallica.
- Гитарное соло Джона Петруччи включает в себя партии композиций «Acid Rain» и «Paradigm Shift» группы Liquid Tension Experiment, «Solar System Race Song» из Majesty Demos, «Полёт шмеля» русского композитора Николая Римского-Корсакого и тарантеллу из кинофильма «Крёстный отец».
- На бис было исполнено ещё одно попурри из Metropolis, Learning to Live и The Crimson Sunset[~ 2].
- В конце The Crimson Sunset[~ 2] группа исполнила начало «A Fortune In Lies».

## Список композиций

### Диск 1
| №   | Название                     | Текст песни    | Музыка                                   | Длительность |
| --- | ---------------------------- | -------------- | ---------------------------------------- | ------------ |
| 1.  | «The Crimson Sunrise»        | (инструментал) | Dream Theater                            | 3:56         |
| 2.  | «Innocence»                  | Майк Портной   | Dream Theater                            | 3:05         |
| 3.  | «Puppies on Acid»            | (инструментал) | Dream Theater                            | 1:24         |
| 4.  | «Just Let Me Breathe»        | Портной        | Dream Theater                            | 5:53         |
| 5.  | «Voices»                     | Джон Петруччи  | Dream Theater                            | 10:34        |
| 6.  | «Take the Time»              | Dream Theater  | Dream Theater                            | 12:20        |
| 7.  | «Derek Sherinian Piano Solo» | (инструментал) | Дерек Шеринян                            | 1:54         |
| 8.  | «Lines in the Sand»          | Петруччи       | Dream Theater                            | 13:13        |
| 9.  | «Scarred»                    | Петруччи       | Dream Theater                            | 9:27         |
| 10. | «The Darkest of Winters»     | (инструментал) | Dream Theater                            | 3:17         |
| 11. | «Ytse Jam»                   | (инструментал) | Петруччи, Джон Маянг, Кевин Мур, Портной | 4:09         |
| 12. | «Mike Portnoy Drum Solo»     | (инструментал) | Портной                                  | 6:59         |

### Диск 2
| №   | Название                    | Текст песни            | Музыка        | Длительность |
| --- | --------------------------- | ---------------------- | ------------- | ------------ |
| 1.  | «Trial of Tears»            | Маянг                  | Dream Theater | 14:11        |
| 2.  | «Hollow Years»              | Петруччи               | Dream Theater | 7:01         |
| 3.  | «Take Away My Pain»         | Петруччи               | Dream Theater | 6:16         |
| 4.  | «Caught In a Web»           | Джеймс ЛаБри, Петруччи | Dream Theater | 5:16         |
| 5.  | «Lie»                       | Мур                    | Dream Theater | 6:45         |
| 6.  | «Peruvian Skies»            | Петруччи               | Dream Theater | 7:50         |
| 7.  | «John Petrucci Guitar Solo» | (инструментал)         | Петруччи      | 8:06         |
| 8.  | «Pull Me Under»             | Мур                    | Dream Theater | 8:15         |
| 9.  | «Metropolis»                | Петруччи               | Dream Theater | 6:16         |
| 10. | «Learning to Live»          | Маянг                  | Dream Theater | 4:13         |
| 11. | «The Crimson Sunset»        | Портной                | Dream Theater | 3:49         |

## Участники записи
- Джеймс ЛаБри — вокал
- Дерек Шеринян — клавишные
- Джон Маянг — бас-гитара
- Джон Петруччи — гитара
- Майк Портной — ударные

Приглашённый состав
- Джей Бекенштеин — саксофон (на «Take Away My Pain»)

### Комментарии
1. 1 2  «The Darkest of Winters» - IV часть композиции «A Change of Seasons»
2. 1 2 3  «The Crimson Sunset» - VII часть композиции «A Change of Seasons»
3. ↑  «The Crimson Sunrise» - I часть композиции «A Change of Seasons»
4. ↑  «Innocence» - II часть композиции «A Change of Seasons»
5. ↑  «Puppies on Acid» - вступление композиции «The Mirror», написанное ещё в 1993 году.
6. ↑  «Voices» - II часть сюиты «A Mind Beside Itself».